# Fresnel (Q143)
| «Френель»                                                                    | «Френель» | «Френель» |
| ---------------------------------------------------------------------------- | --- | --- |
| Fresnel (Q143)                                                               | | |
|                                                                              | | |
| Схема підводного човна типу «Редутабль»                                      | | |
| Верф                                                                         | Ateliers et Chantiers de Saint-Nazaire Penhoët, Сен-Назер | Ateliers et Chantiers de Saint-Nazaire Penhoët, Сен-Назер |
| Під прапором                                                                 | Франція | Франція |
| Належність                                                                   | Військово-морські сили Франції | Військово-морські сили Франції |
| Порт приписки                                                                | Шербур, Тулон | Шербур, Тулон |
| На честь                                                                     | французького фізика Огюстена Френеля | французького фізика Огюстена Френеля |
| Закладений                                                                   | 7 липня 1927 | 7 липня 1927 |
| Спуск на воду                                                                | 8 червня 1929 | 8 червня 1929 |
| Введений до складу флоту                                                     | 22 лютого 1932 | 22 лютого 1932 |
| На службі                                                                    | 1932–1942 | 1932–1942 |
| Загибель                                                                     | 27 листопада 1942 року затоплений у Тулоні, щоб запобігти його захопленню німцями. 28 січня 1943 року піднятий італійцями, відновлений. 9 вересня 1943 року захоплений німцями. 11 березня 1944 року затоплений авіацією союзників | 27 листопада 1942 року затоплений у Тулоні, щоб запобігти його захопленню німцями. 28 січня 1943 року піднятий італійцями, відновлений. 9 вересня 1943 року захоплений німцями. 11 березня 1944 року затоплений авіацією союзників |
| Бойовий досвід                                                               | Друга світова війна Битва за Атлантику Битва на Середземному морі | Друга світова війна Битва за Атлантику Битва на Середземному морі |
| Проєкт                                                                       | | |
| Тип ПЧ                                                                       | великий крейсерський дизель-електричний підводний човен | великий крейсерський дизель-електричний підводний човен |
| Основні характеристики                                                       | | |
| Швидкість (надводна)                                                         | 17,5 вузлів (32,4 км/год) | 17,5 вузлів (32,4 км/год) |
| Швидкість (підводна)                                                         | 10 вузлів (18,6 км/год) | 10 вузлів (18,6 км/год) |
| Робоча глибина занурення                                                     | 75 м | 75 м |
| Гранична глибина занурення                                                   | 80 м | 80 м |
| Дальність плавання                                                           | 14 000 миль (26 000 км) на швидкості 7 вузлів (надводна) 10 000 миль (18 600 км) на швидкості 10 вузлів (надводна) 4 000 миль (7 000 км) на швидкості 17 вузлів (надводна) 90 миль (170 км) на швидкості 7 вузлів (підводна)       | 14 000 миль (26 000 км) на швидкості 7 вузлів (надводна) 10 000 миль (18 600 км) на швидкості 10 вузлів (надводна) 4 000 миль (7 000 км) на швидкості 17 вузлів (надводна) 90 миль (170 км) на швидкості 7 вузлів (підводна)       |
| Автономність плавання                                                        | 30 діб | 30 діб |
| Екіпаж                                                                       | 71 офіцер та матрос | 71 офіцер та матрос |
| Розміри                                                                      | | |
| Довжина найбільша (по КВЛ)                                                   | 92,30 м | 92,30 м |
| Ширина корпусу найб.                                                         | 8,1 м | 8,1 м |
| Середня осадка (по КВЛ)                                                      | 4,4-4,7 м | 4,4-4,7 м |
| Водотоннажність надводна                                                     | 1572 т | 1572 т |
| Водотоннажність підводна                                                     | 2092 т | 2092 т |
| Силова установка                                                             | | |
| Дизель-електрична: 2 × дизельні двигуни Schneider 2 × електродвигуни Alsthom | | |
| Гвинти                                                                       | 2 | 2 |
| Потужність                                                                   | 2 × 3000 к.с. (дизелі) 2 × 1200 к. с. (електродвигуни) | 2 × 3000 к.с. (дизелі) 2 × 1200 к. с. (електродвигуни) |
| Озброєння                                                                    | | |
| Артилерія                                                                    | 1 × 100-мм гармата SM1925 CA | 1 × 100-мм гармата SM1925 CA |
| Торпедно- мінне озброєння                                                    | 9 × 550-мм торпедних апаратів 2 × 400-мм торпедних апарати 13 торпед | 9 × 550-мм торпедних апаратів 2 × 400-мм торпедних апарати 13 торпед |
| ППО                                                                          | 1 × 13,2-мм великокаліберний кулемет M1929 | 1 × 13,2-мм великокаліберний кулемет M1929 |

«Френель» (Q143) (фр. Fresnel (Q143) — військовий корабель, великий океанський підводний човен типу «Редутабль» військово-морських сил Франції часів Другої світової війни.
Підводний човен «Френель» був закладений 7 липня 1927 року на верфі компанії Ateliers et Chantiers de Saint-Nazaire Penhoët у Сен-Назері. 8 червня 1929 року він був спущений на воду, а 22 лютого 1932 року увійшов до складу ВМС Франції.

## Історія служби
5 січня 1933 року на борту «Френеля» спалахнула пожежа, коли він перебував у Тулоні. У 1933 і 1934 роках «Френель» здійснив науковий похід для збору гравіметричних вимірювань у північно-західній частині Середземноморського басейну.
5 червня 1937 року відбулася реорганізація підводних сил ВМС Франції, завдяки новим вимогам французькі підводні човни мали здійснювати тривалі навчальні походи для перевірки витривалості їхнього персоналу та обладнання. Наказом «Френель» та однотипні човни «Ашерон», «Агоста» та «Бевез'е» мали здійснити такий похід до Аргентини.
На початку Другої світової війни корабель служив у Середземному морі у 3-му дивізіоні, 3-ї ескадри 1-ї флотилії підводних човнів Середземноморського флоту у Тулоні. Спочатку підводний човен виконував завдання з патрулювання поблизу Канарських островів, де на початку війни знаходили притулок німецькі торгові судна, які союзники підозрювали в тому, що вони слугували кораблями постачання для німецьких підводних човнів. Під час цих патрулювань французький екіпаж висадився на португальський океанський лайнер SS Nyassa і взяв у полон вісьмох німців, яких вони знайшли на борту. У грудні 1939 року «Френель» приєднався до кораблів «Ашерон», «Агоста» та «Бевез'е» та сестринських кораблів «Ле Еро» і «Редутабль», щоб сформувати патрульну лінію для пошуку в центральній частині Атлантичного океану німецького судна постачання «Альтмарк», але на «Френелі» закінчувалося паливо, тож невдовзі йому довелося вирушити на дозаправку до Касабланки, що у Французькому Марокко.
Після поразки Франції у Західній кампанії літом 1940 року корабель продовжив службу у складі військово-морських сил уряду Віші.
10 листопада 1942 року німецькі війська розпочали операцію із захоплення решти території Франції, й Гітлер віддав наказ негайно захопити французький флот силою.
27 листопада в ході затоплення французького флоту в Тулоні, французами були знищені 77 кораблів, у тому числі 3 лінійні кораблі, 1 гідроавіаносець «Командан Тест», 7 крейсерів, 15 есмінців, 13 міноносців, 6 шлюпів, 15 підводних човнів, 9 сторожових катерів, 19 допоміжних суден, 1 навчальний корабель, 28 буксирів і 4 кранів. П'яти підводним човнам вдалося вирватися в хаосі ситуації з бази, три досягли Північної Африки (два підводні човни дійшли до Алжиру: «Касаб'янка» і «Марсойн», один човен «Глорейкс» — Орану), човен «Іріс» дістався іспанської Барселони, і останній — «Венус» — змушений був затопитися в гирлі гавані.